# طيب (اسم)
طيب هو اسم علم مذكر من أصل عربي، ومعناه هو لطاهر من الأدناس والشرك والمعاصي خلاف الخبيث، وهو من الألفاظ القرآنية وقد ورد كثيرًا بعده معانمنها قوله تعالى: ﴿حتى يميز الخبيث من الطيب﴾ [آل عمران من الآية 179]وقوله ﴿ إليه يصعد الكلم الطيب﴾ [فاطر من الآية 10]ووردت جمعًا في قوله ﴿الذين تتوفاهم الملائكة طيبين﴾ [النحل من الآية 32]والطيب من كل شيء أفضله.

## شخصيات تحمل الاسم
- طيب بررملة (لاعب كرة قدم جزائري، 6 يناير 1985[3] – )
- طيب بن محمد الكناني
- طيب شمس الزمان (9 يناير 1970 – )
- طيب مروسي (لاعب كرة قدم جزائري، 1 يونيو 1985[4] – )

## وصلات خارجية
- موسوعة السلطان قابوس لأسماء العرب نسخة محفوظة 5 أبريل 2019 على موقع واي باك مشين.